# كجان
كجان هي قرية في مقاطعة نائين، إيران. يقدر عدد سكانها بـ 357 نسمة بحسب إحصاء 2016.